# Aorangia silvestris
Aorangia silvestris là một loài nhện trong họ Amphinectidae. Loài này phân bố ở New Zealand.